# Hermelinghen
Hermelinghen település Franciaországban, Pas-de-Calais megyében. Lakosainak száma 406 fő (2022. január 1.). Hermelinghen Guînes, Alembon, Bouquehault, Fiennes és Hardinghen községekkel határos.

## Népesség
A település népességének változása:
| Lakosok száma | 360  | 390  | 408  | 422  | 426  | 424  | 418  | 412  | 406  |
|               | 2013 | 2015 | 2016 | 2017 | 2018 | 2019 | 2020 | 2021 | 2022 |